# Paweł Woicki
Paweł Mateusz Woicki est un joueur polonais de volley-ball né le 29 juin 1983 à Tomaszów Mazowiecki (voïvodie de Łódź). Il mesure 1,83 m et joue passeur. Il totalise 93 sélections en équipe de Pologne.

## Clubs
| Club                        | De        | À         |
| --------------------------- | --------- | --------- |
| AZS Politechnika Warszawska | 2002-2003 | 2002-2003 |
| AZS Częstochowa             | 2003-2004 | 2008-2009 |
| Chemik Bydgoszcz            | 2009-2010 | 2009-2010 |
| Skra Bełchatów              | 2010-2011 | 2012-2013 |
| Chemik Bydgoszcz            | 2013-2014 | ...       |

## Palmarès
- Championnat d'Europe
  - Finaliste : 2009
- Championnat du monde des clubs
  - Finaliste : 2011
- Ligue des champions
  - Finaliste : 2012
- Championnat de Pologne
  - Finaliste : 2008, 2009, 2012
- Coupe de Pologne (3)
  - Vainqueur : 2008, 2011, 2012
- Supercoupe de Pologne (1)
  - Vainqueur : 2013